# 潘安邦
潘安邦（1954年9月10日—2013年2月3日），台灣男歌手與電視節目主持人，擅長演繹校園民歌，生於澎湖縣馬公市篤行十村，馬公高中畢業。

## 生平

### 早年生活
潘安邦是家中長子，另有三弟。
潘安邦的父親潘時驊是中華民國國軍將領，曾任職於聯勤總部主計處、後升任中華民國總統府會計長，都是負責管錢。據潘安邦說，潘父個性一絲不苟，堅持不收不義之財。很多人送禮在禮盒下舖現金，潘父都讓家人退回去。。
因潘父是軍人，長年不在家，家裡經濟狀況不好；潘安邦捨不得母親受苦，常常一放學就到位於萬軍井附近的外婆家洗豆芽，高中時每天和弟弟輪班去外婆家種豆芽菜，每三小時要澆水一次，再用推車運到菜市場賣，有時半夜三點天還沒亮就得出門。
潘安邦說自己從小就是瓊瑤迷，十四歲的時候看了《窗外》，就非常喜歡，認為瓊瑤小說「至情至性」「一點也不肉麻」。小時候喜歡的歌曲則是包括有劉家昌和洪小喬等人的歌。
高中畢業後，潘安邦離開澎湖、到台北考大學。據潘安邦兒時友人趙舜說，潘從小喜歡畫畫，到台北後跟趙的姪女一起畫卡片，賺了不少錢。

### 歌唱生涯

#### 1976 - 華視出道
1976年，當時正在台北補習班準備重考大學的潘安邦，到電視台參觀時，因外型亮眼被製作人顧英德發掘，經過培訓後出道成為華視基本歌星，演唱愛國歌曲和流行歌曲。與同期在華視的女歌星江玲經常搭檔，被塑造成「歌唱情侶」。

#### 1979 - 民歌成名
1979年，潘安邦代替海山唱片的民謠創作歌手葉佳修在電視台打歌，同時獲得在海山唱片發片的機會。唱片公司請葉佳修為潘安邦寫歌，原本葉佳修對外型好的潘安邦感到心理不平衡，後來發現兩人都是來自鄉下很聊得來，葉佳修就根據潘安邦與外婆的真實故事量身打造了歌曲〈外婆的澎湖灣〉
，收錄在潘安邦第一張專輯中，後來成為潘安邦的代表歌曲。潘安邦前往欣賞了另一位校園民歌創作者周興立在實踐堂舉辦的歌曲發表會，當時周興立的歌曲已在校園和救國團活動中流傳；起初身為電視台歌星的潘安邦只覺得周是無名小卒，但觀眾的大合唱使得潘感受到校園民歌的震撼，在第一張專輯中採用了周興立創作的〈盼〉、〈紛紛飄墜的音符〉等歌曲。潘安邦後續的專輯中也有許多首歌曲是來自葉佳修以及周興立。
因為轉向民歌曲風獲得成功，潘在媒體上被戲稱作「流行歌曲的叛徒」。
雖然演唱校園民歌，但是潘安邦的表演風格和一般民歌手自彈自唱的風格不同，不彈吉他。他也會到歌廳秀場表演，在服裝暴露的舞群環繞下唱民歌。潘安邦說，當時作秀一天可以抵潘父兩三個月的薪水，改善家中環境，但是唱得並不快樂。
在海山唱片的中間路線的策略下，潘安邦第三張專輯主打由左宏元作曲的瓊瑤電影歌曲〈聚散兩依依〉，刻意模糊流行歌曲與校園歌曲的分野。《聚散兩依依》專輯中由葉佳修為潘創作的歌曲〈爸爸的草鞋〉在台灣曾被列為禁歌，在台灣並不流行，傳唱出台灣後卻更為中國大陸的聽眾熟知。
1981年，潘遭到前女友控告不履行婚約，這場風波最後和解收場。1982年，潘安邦演出劉家昌執導的電影《寒江秋水》，然而電影在台灣上映過程幾經波折，直到1991年才又改名為《掰豪》在台灣上映。

#### 1984 - 演唱新謠
1981年潘安邦加入了新加坡的東尼機構，持續在台灣與星馬發行專輯。1984年發行的《畫歌吟》專輯，潘安邦為每一首歌繪製一幅畫卡附贈於專輯中。潘安邦在宣傳專輯時的說法是：「我終於可以做自己想做的事，唱自己想唱的歌」。專輯中也收錄了包括〈故鄉的老酒〉等四首由新加坡本地年輕人創作的「新謠」歌曲。在新加坡開始於1982年的新謠風潮中，潘安邦是最早灌錄新謠歌曲的海外歌手。接受新加坡媒體訪問時，潘安邦評論新謠「誠懇且具有真實感」，並且反駁羅大佑所指出「新謠缺乏本地特色而具有台灣民謠風味」的看法，認為兩地年輕人聆聽相同的歌曲產生同樣的創作趨向無可厚非，又指出羅大佑的作品也缺乏台灣人的色彩，因此把歌曲作地域之分是很籠統的，羅大佑和新加坡的創作者都應該被鼓勵。
1985年潘推出劉家昌創作的歌曲〈幻夢〉。 後又在新加坡的風格唱片推出較為通俗的「彩虹系列」專輯，第一集《舞女的夢》在星馬的反應不差。但歌路的轉換也遭到質疑。潘安邦也在此時透露了離開演藝圈的想法，想擁有一份可以養家的穩定事業，也考慮到日本進修室內設計。

#### 1986 - 結婚從商
1982年，潘安邦首次接受美國校園表演，與負責接待的洛杉磯加利福尼亞大學學生、台灣出身從小移民美國的王翔相戀，錄製很多錄音帶寄到美國維持遠距離戀愛。1986年，潘娶王志翔為妻，在台北市舉行結婚典禮。潘安邦與王志翔婚禮當天，接受華視《綜藝一百》專訪，也在華視《雙星報喜》接受祝福。婚後應岳父的期許，潘安邦擱下環境複雜且不穩定的歌壇事業，移居美國從事成衣生意；兩人育有一子潘惟智。潘在美國接觸佛教，後成為虔誠佛教徒。

#### 1989 - 春晚登台
1989年，潘安邦與新加坡東尼唱片的合約還在，透過新加坡輾轉獲得邀約，參加中國大陸農曆除夕《中國中央電視台春節聯歡晚會》。起初因潘父當時尚在總統府任職，潘顧慮父親職務而猶豫，後來反而受到父親的鼓勵而接下邀約。於是潘在春晚獻唱〈跟著感覺走〉、〈外婆的澎湖灣〉、〈太陽與月亮〉三首歌曲，在中國大陸一舉成名，是最早在央視春晚表演的台灣藝人之一 ，而由蘇芮原唱的〈跟著感覺走〉這首歌也隨著潘安邦在春晚的演繹在中國大陸到處傳唱。1989年4月，潘安邦也曾應中華全國台灣同胞聯誼會之邀在北京演出，為台籍老兵返台探親募款。當年不久後發生了六四事件，潘雖然沒有直接涉入，事件後卻有至少一年的時間被限制無法在中國大陸表演。據潘安邦的回憶，大陸當局曾對抗議學生喊話「你們現在是『跟著感覺走』，應該要『跟著理智走』」，認為被禁唱似乎和演唱了〈跟著感覺走〉有關。
1991年，潘安邦的外婆去世。因難以推辭，守喪期間仍然應凌峰邀約參加中國大陸希望工程相關的募款演出，在唱〈外婆的澎湖灣〉的時候情緒潰堤。潘表示外婆去世後演唱〈外婆的澎湖灣〉的情緒不一樣了，所以就不太願意唱了。之後他仍將事業重心放在成衣生意。。

#### 2001 - 病後復出
2001年8月，潘安邦在節目《超級星期天》的尋人單元中成為被尋找的對象，再次出現在螢光幕。 2001年9月，潘前往馬來西亞演出時跌倒身體不適，在台灣診斷為主動脈剝離並接受藥物治療，之後有兩年時間無法坐長途飛機回美國，因此增加了在歌壇的活動。2003年推出專輯《思念總在潘安邦》，重新灌錄了新版〈外婆的澎湖灣〉，並且在國父紀念館舉辦了25年歌唱生涯第一次在台灣的個人演唱會。演唱會前潘安邦接受訪問時表示：「如果萬一怎麼樣，砰的話，那更好，人不是剛好要走在對的地方嗎？」2004年，潘安邦與音樂人韓賢光合作推出包含新歌與翻唱的復出專輯《美好時光》。2005年潘安邦在「民歌30」演唱會演唱一曲〈外婆的澎湖灣〉。
2007年於新加坡接受電台958城市频道訪問時突然主動脈剝離復發，緊急就醫進行主動脈心血管手術。手術後潘很快又回到舞台，病後一個月如期舉辦在新加坡的「校園民歌遇上新謠」個人演唱會，又到中國大陸參加央視舉辦的「中華情」大型晚會。2010年潘在澎湖的雙十節國慶晚會上也有演出。
2008年開始在人間衛視主持訪談節目《人間心燈》。

### 病逝
2011年發現罹患腎臟癌。2013年2月3日上午8時57分，潘因人工血管感染發炎引發敗血症，病逝於長庚醫院林口院區。潘安邦之子潘惟智於潘安邦告別式演唱〈外婆的澎湖灣〉送別父親。

## 紀念

### 篤行十村與舊居的保存
潘安邦出生的篤行十村，是全國興建年代最早的眷村。2006年澎湖縣政府把這些眷舍列為澎湖縣歷史建築保存，並規劃成為眷村文化園區。潘安邦曾經專程前往參加居民搬遷時的惜別會，還答應澎湖縣縣長王乾發擔任「澎湖灣代言人」。  澎湖縣馬公市新復里里長商累愛表示，篤行十村保存過程中曾遭遇瓶頸，因為潘安邦的投入而得到很多幫助。2009年時，澎湖縣政府一度打算在潘安邦新復里舊居闢建潘安邦展示館，因事先未溝通，潘安邦一度指控澎湖縣政府未取得授權，準備對縣府提告。經過協商後，潘安邦向縣府要求象徵性的肖像授權費新台幣一元。潘安邦表示，他不滿官員說外婆的澎湖灣只是意象，「我要求局長澄清這件事情，它是一個真實的故事。而陸客來尋的是一個潘安邦跟他外婆，就是腳印走過的那條路。」里長商累愛表示，潘安邦是因求好心切，覺得當時負責的廠商未處理好程序，「嘴巴唸一唸而已」。潘安邦舊居經過整理後成為一個觀光景點。潘安邦病逝後，該處改名為潘安邦紀念館。

### 紀念音樂會

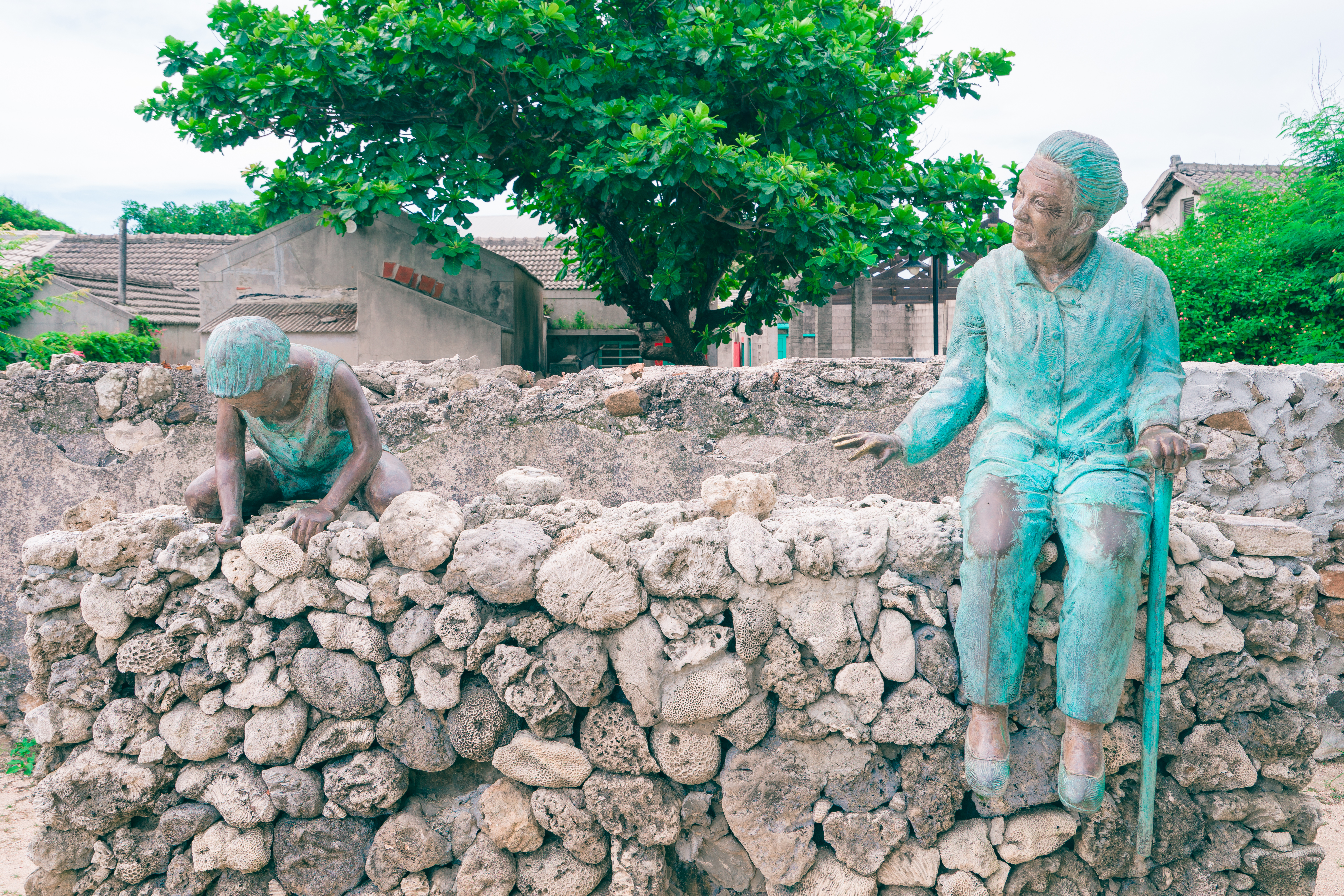
潘安邦紀念館（潘安邦舊居）

2013年4月13日，澎湖縣政府在「潘安邦紀念館」（潘安邦舊居）舉辦潘安邦紀念音樂會，表演藝人包括有曾淑勤、韓賢光、錦雯、于台煙、葉佳修、琇琴。

### 金鐘獎「向永遠的電視人致敬」
2013年10月25日舉行的「102年度電視金鐘獎」中的「向永遠的電視人致敬」單元中，由知名製作人王偉忠引言，萬芳獻唱「掌聲響起」，懷念當年度逝世的李國修、徐風、戎祥、潘安邦等人。影片中敘述潘安邦：「他透過電視傳遞希望，如歌聲般溫暖人心」。

### 「外婆的澎湖灣」電視劇計畫
潘安邦與同樣出身於澎湖的製作人阮虔芷，計畫將歌曲改編為電視劇《外婆的澎湖灣》。潘曾經希望阮虔芷能為這齣戲復出螢光幕飾演外婆一角。潘安邦去世後，阮虔芷表示出資的中國大陸山東台認為兩岸題材故事不討好，其他電視台購買的意願也低，堅持撤資，導致拍攝取消。訪問時阮表示該劇40集的劇本已完成，也已經支付版權費，將來有機會還是要拍。

## 音樂作品
| 年份       | 專輯名稱       | 唱片公司     | 曲目 |
| ---------- | -------------- | ------------ | --- |
| 1979年11月 | 外婆的澎湖灣   | 海山唱片     | 曲目 1. 盼 2. 紛紛飄墜的音符 3. 想你 4. 問於七夕 5. 驚奇 6. 思念總在分手後 7. 外婆的澎湖灣 8. 給你‧女孩 9. 憶兒時 10. 細數朵朵雲 11. 春天‧春天 12. 乘風歸去                                                 |
| 1980年4月  | 年輕人的心聲   | 海山唱片     | 曲目 1. 年輕人的心聲 2. 甜美的夢 3. 晨雾 4. 我怎能離開你 5. 回家 6. 遙遠的地方 7. 故鄉的風 8. 陽光和小雨 9. 恰似你的溫柔 10. 矮男孩 11. 告訴我爲什麽 12. 山谷中的燈火                                       |
| 1980年10月 | 聚散倆依依     | 海山唱片     | 曲目 1. 聚散倆依依 2. 爸爸的草鞋 3. 惘然 4. 清平調 5. 陣陣秋風 6. 大海邊 7. 雲知道她是誰 8. 如果再相逢 9. 別了 ! 故鄉 10. 天涼好個秋 11. 妳叫什麼名子 12. 時光                                              |
| 1981年7月  | 回家           | 海山唱片     | 曲目 1. 回家 2. 故鄉 3. 懷思 4. 盼與寄(vs蔡琴) 5. 歸人 6. 遙寄相思 7. 單戀 8. 問夕陽 9. 不眠的雨 10. 請你快暗示我 11. 前航 12. 匆匆別後                                                                     |
| 1981年     | 閉上你的眼     | 東尼機構     | 曲目 1. 閉上你的眼 2. 早安晨跑 3. 庭院深深 4. 光陰的故事 5. 尋覓 6. 船 7. 春雷 8. 愛之旅 9. 輕輕呼喚你 10. 再會吧原野 11. 我的歌 12. 離情                                                                   |
| 1982年2月  | 過客           | 東尼機構     | 曲目 1. 過客 2. 歸來 3. 老船長的話 4. 活潑的女孩 5. 另一種鄉愁 6. 家鄉 7. 跟我來 8. 夕陽伴我歸 9. 跟我說愛我 10. 媽咪陪我逛街去 11. 感覺 12. 給你女孩                                                       |
| 1982年7月  | 藉口           | 東尼機構     | 曲目 1. 藉口 2. 小漁村的向晚 3. 聽雨 4. 不說愛 5. 舞之夜 6. 別後的歲月 7. 鐵血勇探 8. 停駐我夢中 9. 起風的時候 10. 戀愛到底是什麼一回事 11. 相逢不知說什麼 12. 空靈                                         |
| 1983年5月  | 我們擁有個名字 | 東尼機構     | 曲目 1. 我們擁有個名字 2. 不得了啊 ! 不得了 3. 我美麗的女孩 4. 她太年輕 5. 請妳，請妳 6. 千千情結 7. 我沒有醉 8. 有妳在身旁 9. 別走 ! 吾愛 10. 我想問一問 11. 末班列車                                      |
| 1984年5月  | 畫歌吟         | 東尼機構     | 曲目 1. 母親的眼淚 2. 故鄉的老酒 3. 風城 4. 本事 5. 心之旅 6. 像鷹一樣 7. 朋友 ! 我懷念你 8. 變幻 9. 讓我可以 10. 思鄉思 11. 雨水弄濕了我的鞋 12. 等著那道彩虹                                              |
| 1985年     | 想你           | 東尼機構     | 曲目 1. 想你(vs甄秀珍) 2. 褪色的愛情莫追憶 3. 歌聲戀情 4. 划船曲 5. 雙雁影 6. 少女的情懷(vs甄秀珍) 7. 沐雨 8. 她走了 9. 秋的戀曲 10. 稻草人                                                                 |
| 1987年     | 幻夢           | 歐帝威唱片   | 曲目 1. 幻夢(vs千百惠) 2. 再見 3. 潮汐 4. 請來看看我 5. 歸鄉 6. 少女的心 7. 香港人 8. 小丑 9. 是誰帶來的春雨 10. 曾經 11. 幻夢 12. 幻夢(卡拉)                                                               |
| 1989年     | 太陽與月亮     | 天下唱片     | 曲目 1. 一場遊戲一場夢 2. 跟著感覺走 3. 太陽與月亮 4. 奉獻 5. 閒散的心情 6. 一個朋友叫寂寞 7. 你可聽見 8. 感情與理想 9. 怪我自己 10. 像這般地走過 11. 最後的保留 12. 等下一次再見的時侯                     |
| 2003年1月  | 思念總在潘安邦 | 喜瑪拉雅唱片 | 曲目 1. 外婆的澎湖灣 2. 聚散倆依依 3. 年輕人的心聲 4. 盼 5. 甜美的夢 6. 思念總在分手後 7. 憶兒時 8. 陽光和小雨 9. 故鄉的風 10. 爸爸的草鞋 11. 紛紛飄墜的音符 12. 大海邊 13. 盼與寄(vs蔡琴) 14. 恰似你的溫柔 |
| 2004年10月 | 美好時光       | 福茂唱片     | 曲目 1. 美好時光 2. 抉擇 3. 心雨 4. 了解(vs韓賢光) 5. 相信我 6. 再見 Teresa 7. 爸爸的草鞋 8. 動不動就說愛我 9. 緣 10. 距離讓我們心更靠近 11. 愛一次 動情一世                                                |

- 另有多張在中國大陸、新加坡、馬來西亞地區發行的專輯未列於此

## 演出作品
電影
| 年份          | 片名                     | 飾演        |
| ------------- | ------------------------ | ----------- |
| 1978年        | 《花非花》               |             |
| 1980年        | 《雲知道你是誰》         |             |
| 1984年        | 《寒江秋水》又名《掰豪》 | 孟大倫      |
| 1984年-1985年 | 《洪隊長》               | 客串:潘安邦 |
| 2010年        | 《拍賣春天》             | 張倩之夫    |

戲劇
| 年份   | 頻道       | 劇名                                    | 飾演 | 備註        |
| ------ | ---------- | --------------------------------------- | ---- | ----------- |
| 2009年 | 八大第一台 | 金鐘劇《青春歌仔》（2009年5月30日首播） | 慶威 | 片長103分鐘 |

主持
| 年份                          | 頻道       | 節目                   | 備註                      |
| ----------------------------- | ---------- | ---------------------- | ------------------------- |
| 1981年8月～1981年             | 中華電視台 | 《陽光、綠野、攝影棚》 |                           |
| 2008年9月2日起至2012年5月12日 | 人間衛視   | 《人間心燈》           | 至少約644集（訪談人次）。 |

## 註解
1. ↑  僅部分骨灰海葬。[3]潘安邦弟弟潘安彥接受訪問時，表示「大哥的遺願是將骨灰灑在故鄉的海邊，但她（潘妻）帶去的骨灰卻比菸灰還少。」[4]潘安邦妻子王志翔之後在節目訪問中否認海葬一事，說因為捨不得，所以當時是將大部分骨灰暫放在北投安國寺，以便自己可以隨時去看他。[5]追思會報導當時稱預定會擇期將骨灰移往美國與其父一樣安厝在西來寺。[6]後續不詳。
2. 1 2  王志翔後成台灣電視節目主持人，曾主持台視《浪漫的樂章》、台視《我愛紅娘》、中視《環遊世界80天》。
3. ↑  因為葉佳修的外型不被接受，無法上電視。
4. ↑  葉佳修創作包括有：〈外婆的澎湖灣〉、〈年輕人的心聲〉、〈思念總在分手後〉、〈爸爸的草鞋〉、〈我們擁有個名字〉等；周興立創作包括有：〈盼〉、〈紛紛飄墜的音符〉、〈甜美的夢〉、〈盼與寄〉、〈歸人〉、〈母親的眼淚〉等
5. ↑  原片名為《休止符》。潘安邦飾演女主角甄珍的弟弟，和銀霞的角色是一對戀人。
6. ↑  四首「新謠」歌曲分別是〈故鄉的老酒〉（詞：木子/曲：藍兆龐）、〈風城〉（詞：劉瑞政/曲：陳佳明）、〈變幻〉（詞曲：許南盛）、〈讓我可以〉（詞：陳佳明/曲：許裕福）
7. ↑  妻子王志翔的娘家在西門町經營鞋店。
8. ↑  這並不是〈外婆的澎湖灣〉第一次在春晚被演唱。在此之前1984年的春晚，香港歌手張明敏就曾經在春晚唱過。張明敏也是第一個在春晚演唱並成名的香港歌手。
9. ↑  在此之前有1987年的費翔，1988年的侯德健、萬沙浪、包娜娜等人曾在春晚演唱。
10. ↑  根據眭浩平的文章，當時在新疆烏魯木齊的街上也能聽到這首歌，甚至有「小平跟著感覺走」「跟著感覺走，活出瀟灑來」等流行語。[42]參與六四運動的學生也回憶說：「《跟着感覺走》緊抓住夢的手，心情就像風一樣自由，歌詞唱到我們心裏去，整個運動我和很多人就是跟着感覺走。」[43]
11. 1 2  《美好時光》專輯中的歌曲〈再見Teresa〉是韓賢光為紀念已故歌手鄧麗君所創作。之後在潘安邦紀念音樂會上，琇琴演唱了由這首歌所改編的〈再見潘安邦〉。
12. ↑  東尼唱片版本的《回家》專輯曲目略有不同，不收錄〈懷思〉，另有額外曲目〈雲樣的人生〉。

## 外部連結
- 潘安邦在互联网电影资料库（IMDb）上的資料（英文）
- 潘安邦在香港影庫上的簡介
- 潘安邦在豆瓣上的资料（简体中文）
- 潘安邦在时光网上的簡介（简体中文）
- 潘安邦紀念館-篤行十村眷村文化保存園區 （页面存档备份，存于）